# Ruts Kirke
Ruts Kirke ligger i Rutsker Sogn på Bornholm og er viet den eneste helgen nævnt på de bornholmske runesten, Sankt Mikael.

## Etymologi
Ruts Kirke har givet navn til Rutsker Sogn. På bornholmsk Ruskersen. Kirken kendes fra 1491 som Røs Kirke. Røs er muligvis et navneord med betydningen "stendynge" (jævnfør røse), beslægtet med oldnordisk hreysi (ental), hreysar (flertal). Formen -ker er en forkortet bornholmsk form af kirke. Endelsen indgår i de fleste sognenavne på Bornholm som Olsker og Nylarsker.
Tidligere brugtes endelsen -sen for at angive sognet omkring kirken: Olskersen, Olsker Sogn, "Østermærkersen", Øster Marie Kirkesogn og i dette tilfælde Ruskersen, men altså Ols Kirke og "Ruts Kirke".
Ruts Kirke er med sine 130 m.o.h. Bornholms højest beliggende kirke og er sammen med Øster Nykirke i Vejle kommune Danmarks højeste.
På kirkegården ligger hjemstavsdigteren Otto J. Lund og maleren Claus Johansen begravet.

## Eksterne kilder
- Wikimedia Commons har flere filer relateret til Ruts Kirke
- Ruts Kirke Arkiveret 16. september 2011 hos  Wayback Machine hos nordenskirker.dk
- Ruts Kirke hos KortTilKirken.dk
- Ruts Kirke hos danmarkskirker.natmus.dk (Danmarks Kirker, Nationalmuseet)